# Níura Demarchi
Níura Sandra Demarchi dos Santos (Jaraguá do Sul, 29 de dezembro de 1963), é uma pedagoga e política brasileira.
Formada em Direito na FAMEG, foi vereadora de Jaraguá do Sul (1997-2000). Ocupou cargos administrativos, tanto da prefeitura da cidade natal como no governo catarinense. Casada com Perácio dos Santos, tem quatro filhos.
Em 2002, foi eleita segunda-suplente do senador Raimundo Colombo, assumindo o mandato em 6 de agosto de 2010, em virtude de licença do mandato do titular, assim como o primeiro-suplente, Casildo Maldaner, abrir mão da vaga.